# Кароль Іжиковський
Кароль Іжиковський (пол. Karol Irzykowski; 23 січня 1873, с. Блажкова поблизу м. Ясла — 2 листопада 1944, м. Жирардув) — польський літературний критик і кінокритик, поет, прозаїк, драматург, теоретик кінематографу, перекладач, шахіст.

## Біографія

### Ранні роки. Село Блажкова (1873—1881)

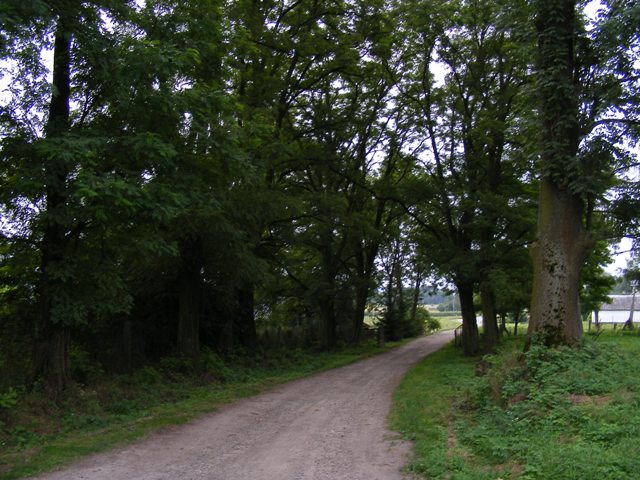
Алея в давньому маєтку Іжиковських (станом на 2008 р.)

Кароль Францішек Іжиковський народився 23 січня 1873 року в с. Блажкова, в фільварку Ясьони, котрий успадкував його батько. Батьки — Чеслав Іжиковський (близько 1844—1908) та Юліанна Іжиковська (до шлюбу Лавровська, 1850—1923), дочка греко-католицького священника. Іжиковський походив зі шляхти. У Кароля був старший брат — Альфред Марія (1871—1923), а також сестри: Гелена (близько 1877—1940) та Ірена (1879-близько 1880). Внаслідок погіршення матеріального стану у 1881 р. родина продала маєток. Батько з синами переїхав у Бережани, а мати з донькою Геленою винайняли помешкання у Львові (фактично, дійшло до розірвання подружжя). На момент переїзду до Бережан Каролю було 8 років. Маєток Ясьони певною мірою був прототипом місця розвитку подій роману Pałuba (Палуба). Іжиковський планував повернутися до села через деякий час, однак цим планам так і не судилося здійснитись. Після Другої світової війни маєток було розібрано. Станом на 2008 рік місце, де він знаходився, займає лісопильня. Від фільварку залишилися лише алея, кілька дерев і вид на долину річки Вислока.

### Бережанський період (1881—1886)
1881 р. Кароля записали до цісарсько-королівської вищої гімназії в Бережанах. На той час хлопцю було вісім з половиною років, тобто він був молодшим за інших гімназистів (ходив до класу зі старшим братом Альфредом), через це спочатку мав деякі проблеми з навчанням, але йому вдалося швидко наздогнати шкільну програму. В цей період у Кароля з'явилося заїкання, яке переслідуватиме його до самої смерті. В Бережанській гімназії Іжиковський почав цікавитися літературою. Написав дві драми: Dwaj bracia czyli zemsta (Двоє братів, тобто помста) i Sobowtór (Двійник) (не збереглися), писав також вірші і короткі римовані історії. Після закінчення п'ятого класу перейшов до гімназії у Золочеві. На думку біографа письменника, Барбари Вінкльової, цьому посприяли різниця у рівні гімназій (золочівська була кращою), близькість до Львова, де проживала мати Кароля, а також близькість до села Вовчківці i Могилки (власність батька). У Золочівській гімназії Іжиковський аналізував твори Гомера i Вергілія, ознайомився з Піснею про Нібелунгів. На лекціях релігії пережив також кризу віри.

### Львівський період
1887 р., після закінчення шостого класу гімназії, Іжиковський переїхав до Львова і разом із матір'ю та сестрою поселився біля площі Св. Юра 5. У вересні Кароль розпочав навчання в сьомому класі цісарсько-королівської Львівської гімназії ім. Франца Йосифа. Одним з його шкільних друзів був майбутній історик літератури Віктор Ган (Wiktor Hahn). В гімназії ознайомився з українською літературою, зокрема — з творчістю Івана Франка. Все почалося з того, що у двотижневику «Рух» він прочитав казку Франка «Як пан собі біди шукав» (через десять років прочитав автобіографічний вступ Франка «Дещо про себе самого», вміщений на початку Галицьких образків. У 1897 р. в одному з листів до Михайла Рудницького Іжиковський зізнався, що цей вступ вплинув на появу його твору «Kuźnia bluźnierstw» («Кузня блюзнірств»)). В цей період він вперше серйозно замислився над тим, щоб зайнятися літературою і філософією (через це навіть отримав від друзів прізвисько «філософ»). В сьомому класі з'явився перший відзначений вірш «До поета» («Do poety»), присвячений Героніму Нєглосу (псевд. Повстанчик).
У червні 1889 р. склав іспити, а в жовтні розпочав навчання на германістиці філологічного факультету цісарсько-королівського Університету ім. Франца Йосифа у Львові (нині Львівський національний університет ім. Івана Франка). Став членом «Академічної читальні», що знаходилась на Ринку. На початку навчання зблизився із соціалістами, але незабаром у них розчарувався. В Академічній читальні Іжиковський познайомився зі Станіславом Вомелою i Емілем Гроссом, які пізніше стали його друзями. На першому курсі він також зустрів професора Ришарда Марію Вернера, який значно вплинув на формування думки молодого письменника. Іжиковський зацікавився творчістю Граббе, Клейста, Людвіґа, а передусім Геббеля. Увійшов до складу Спілки шахового гуртка, що діяв у межах Академічної читальні. На початку 1891 року почав писати щоденник, котрий — з перервами — вів протягом усього життя (1891—1897; 1916—1922; 1928—1944). Під час канікул після другого курсу Іжиковський працював репетитором у Березові.
Через важкий матеріальний стан Іжиковському не вдалося завершити навчання. В період між 1894-1895 роками він був заступником вчителя в гімназійній школі (викладав німецьку мову), однак заїкання ускладнювало дидактичну роботу і, зрештою, він її покинув. Займався стенографією парламентарних і судових звітів в галицькому сеймі, почав працювати журналістом.

### Краківський період
В другій половині 1908 року переїхав до Кракова, де з 1903 року перебувала його мати. У місті працював кореспондентом цісарсько-королівського кореспонденційного бюро, а також в 1910—1917 — у редакції краківської газети «Нова реформа» (пол. Nowa Reforma).

### Варшавський період

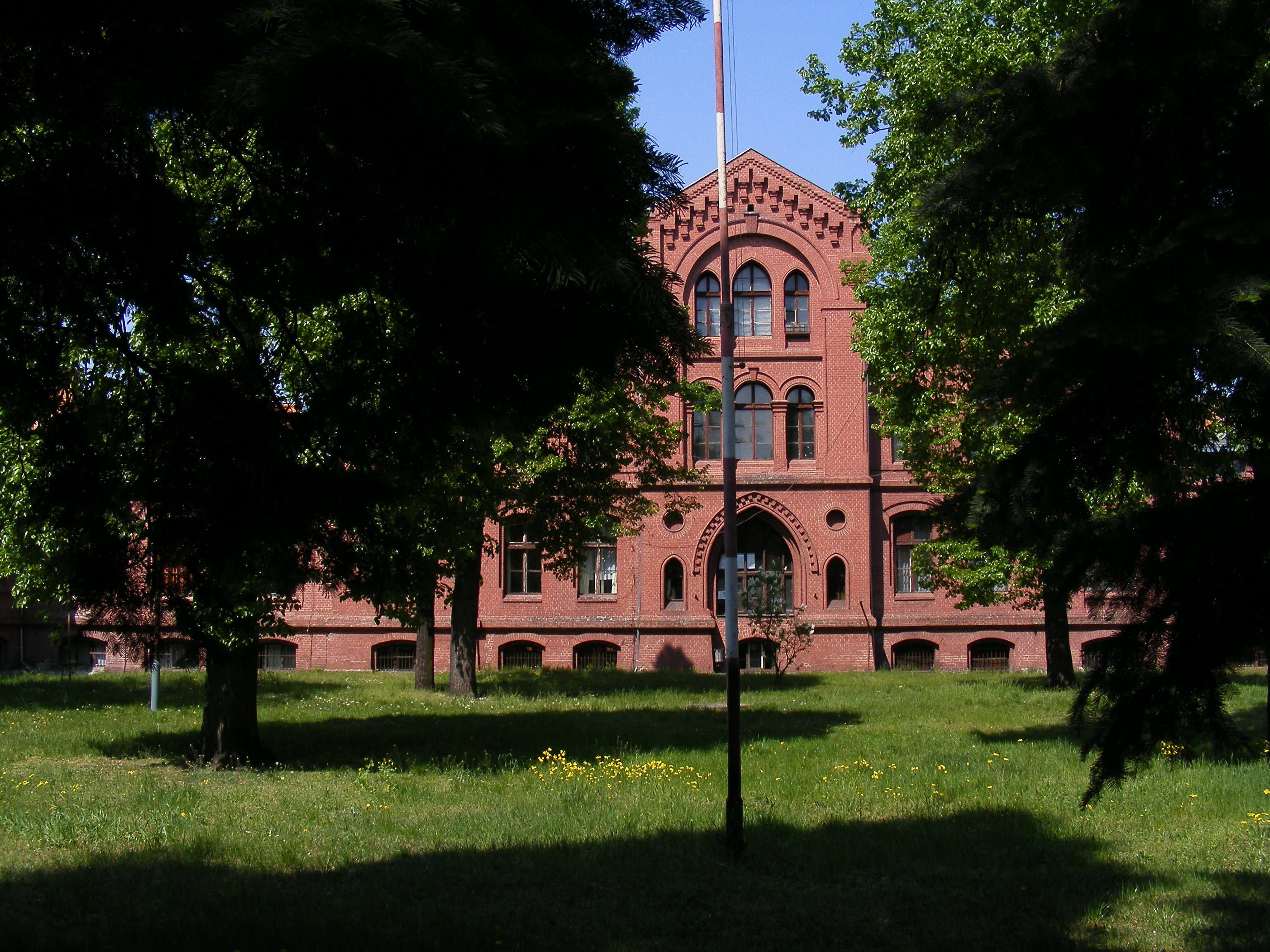
Шпиталь у Жирардові, де 2 листопада 1944 р. помер Іжиковський.

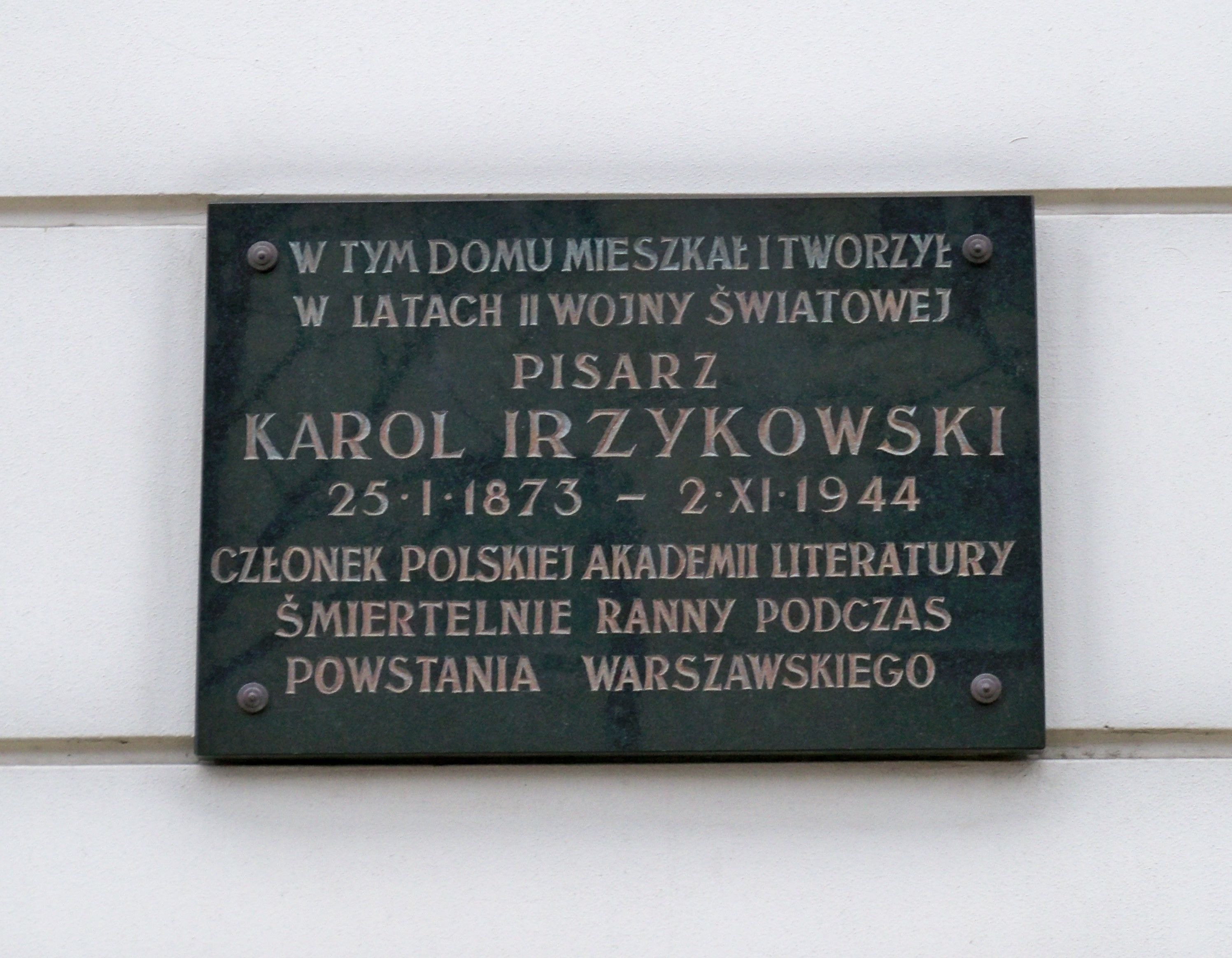
Меморіальна таблиця на будинку, де проживав Кароль Іжиковський, вул. Фільтрова, Варшава.

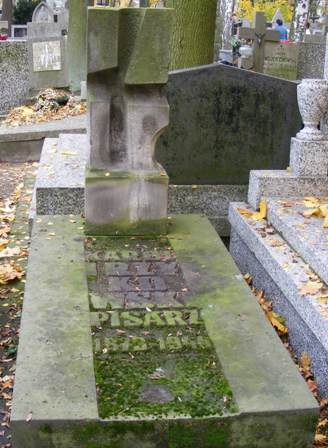
Гріб К. Іжиковського, Жирардув

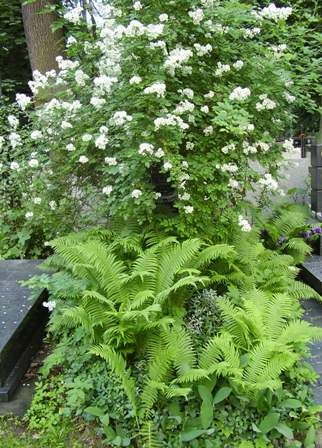
Гріб К. Іжиковського, Краків

Після Першої світової війни Іжиковський переїхав до Варшави. Там він керував звітно-стенографічним бюро Сейму. Співпрацював з літературним угрупуванням «Skamander» («Скамандер»), газетою «Wiadomości Literackie» («Літературні новини») (1924—1933), а в 1922—1934 роках — як театральний рецензент — з «Robotnikiem» («Робітником») — органом Польської Соціалістичної Партії. В 1929—1930 був одним з редакторів журналу «Europa» («Європа»). Брав участь в багатьох літературних дискусіях.  Вів колонку драматургії у виданні «Rocznik Literacki» («Літературний щорічник»), співпрацював з Польським радіо. З 1933 року — Член Польської академії літератури. В 1933—1939 співпрацював із журналом «Pion» («Піон»). Публікувався теж (до певного часу) в журналі «Prosto z Mostu» («Просто з мосту»). 10 листопада 1933 «за заслуги в галузі літературної критики і літератури» отримав Офіцерський Хрест Ордена Відродження Польщі.

### Війна і окупація
У вересні 1939 року Іжиковський проживав у Kolonii Staszica (Колонії Сташіца). В околицях знаходився великий комплекс будинків військових. Це певною мірою спричинило те, що в переддень капітуляції Варшави Колонію було бомбардовано. Помешкання письменника вигоріло вщент, зруйнована була і бібліотека. Під час німецької окупації Іжиковський заробляв на життя лекціями польської і німецької стенографії, а також беручи участь в культурному житті. Писав книгу Wyspa (Острів) (вона практично повністю згоріла у Варшавському повстанні, збереглися лише фрагменти), в якій він планував представити свою filozofię klerkizmu (філософію клеркізму). Під час повстання Колонію захопили солдати РОНА, котрі ґвалтували і вбивали цивільне населення. Іжиковський в цей час хворів на серце. Він вирішив залишити помешкання на вул. Фільтровій, де проживав до того часу. Був поранений в ногу, потрапив до шпиталю в Міланувку, який знаходився у віллі «Перелка». Потім його направили до лікарні в Жирардові. Там він лежав в одній палаті з молодими повстанцями. Виявилося, що рана була заражена, через деякий час на її місці з'явився карбункул, котрий і став причиною смерті.
Помер 2 листопада 1944 р. Похорон відбувся через чотири дні. Через кілька років на могилі з ініціативи Союзу польських письменників встановлено пам'ятник. В 1981 році рештки письменника було ексгумовано, перенесено на Раковицький цвинтар у Кракові і перепоховано в родинному гробі.

### Цікаві факти
- Іжиковський був запеклим шахістом. Цій грі він з задоволенням віддавався до кінця життя. Дії в одній з його драм — Zwycięstwo (Перемога) — розігруються на шаховій дошці. В 1895—1914 Іжиковський належав до числа найкращих польських шахістів. З середини 1908 був активним членом Краківського шахового клубу. В його есе Futuryzm a szachy (Футуризм і шахи) (1921) викладено багато оригінальних ідей стосовно розвитку цієї гри. В 1939 Іжиковського обрали до Головної ради Польського шахового союзу. Під час Другої світової війни він був одним з організаторів конспіраційних шахових турнірів.

- Як літературна постать Іжиковський з'являється у творах: Łuk (Лук) Юліуша Кадена-Бандровського, Kolumbowie. Rocznik 20 (Колумби. Літопис 20) Романа Братного, а також Cienie w pieczarze (Тіні в печері) Стефана Кісєлевського.

- Кароль Іжиковський є одним з небагатьох польських письменників, котрі мають два гроби (в Кракові і Жирардові).

## Творчість
- Zwycięstwo (Перемога) (драма) (1897)
- Pałuba (Палуба) — роман (1903)
- Sny Marii Dunin (Сни Марії Дунін) — оповідання (1903)
- Nowele (Новели) (1906)
- Wiersze i dramaty (Вірші і драми) (1907)
- Dobrodziej złodziei. Komedia w 5 aktach (Добродій злодій. Комедія в 5 актах) (1907) (співавтор Г. Могорт)
- Fryderyk Hebbel jako poeta konieczności (Фрідріх Геббель як поет необхідності) — монографія (1907)
- Lemiesz i szpada przed sądem publicznym (Леміш і шпага перед публічним судом) — у справі Станіслава Бжозовського (співавтор Остап Ортвін) (1908)
- Czyn i słowo (Дія і слово) — літературні студії (1913)
- Spod ciemnej gwiazdy (З-під темної зірки) — новели (1922)
- Prolegomena do charakterologii (Пролегомени до характерології) — психологічні студії (1924)
- Dziesiąta Muza (Десята Муза) — студії на тему фільму (1924)
- Walka o treść (Битва за зміст) — полеміка зі Станіславом Ігнатієм Віткевичем та Краківським Авангардом (1929)
- Beniaminek. Rzecz o Boyu Żeleńskim (Беніамінек. Мова про Боя-Желенського) — памфлет, спрямований до Тадеуша Боя-Желенського (1933)
- Słoń wśród porcelany (Слон посеред порцеляни) — нариси (1934)
- Lżejszy kaliber (Легший калібр) — нариси (1938)

Зібрані листи Іжиковського, видані під редакцією Анджея Лама, нараховують 19 томів. Видавалися в 1976—2001. В межах цього видання опубліковано, між іншим, поодинокі листи, театральні листи, щоденники і рукописну спадщину. Видання доповнила тритомна монографія Karol Irzykowski. Życie i twórczość (Кароль Іжиковський. Життя і творчість) авторства Барбари Вінклової.